# Bassania subturpis
Bassania subturpis är en fjärilsart som beskrevs av Paul Dognin 1913. Bassania subturpis ingår i släktet Bassania och familjen mätare. Inga underarter finns listade i Catalogue of Life.